# (3812) Lidaksum
(3812) Lidaksum es un asteroide perteneciente al cinturón de asteroides, descubierto el 11 de enero de 1965 por el equipo del Observatorio de la Montaña Púrpura desde el Observatorio de la Montaña Púrpura, Nankín (China).

## Designación y nombre
Designado provisionalmente como 1965 AK1. Fue nombrado Lidaksum en homenaje al industrial de Hong Kong "Li Dak Sum" que fue un mecenas para la educación y la astronomía.